# Bariony

Struktura neutronu, zbudowanego z trzech kwarków: dwóch kwarków dolnych "d" i jednego kwarka górnego "u" (układ udd), związanych silnym oddziaływaniem przenoszonym przez gluony.

Kwarki posiadają ładunki kolorowe przenoszone przez gluony

Struktura cząstki omega składająca się z trzech kwarków dziwnych (z ang. strange). Kwarki S mają ten sam zapach, ale różne ładunki kolorowe

Bariony – rodzina cząstek silnie oddziałujących fermionów (o spinie połówkowym). Bariony są podrodziną cząstek silnie oddziałujących, nazywanych hadronami. Barionem jest proton czy neutron, wspólnie nazywane nukleonami.
Formalnie bariony definiuje niezerowa liczba kwantowa nazywana liczbą barionową. Prawo zachowania liczby barionowej jest konsekwencją fundamentalnej globalnej symetrii U(1) (grupa transformacji unitarnych). Kwarki charakteryzują się ułamkową liczbą barionową równą 1/3.
Termin barion pochodzi z klasycznej greki i oznacza "ciężki" (βαρύς). Cząstki te były znacznie cięższe niż inne (np. elektron który jest leptonem). Bariony razem z mezonami tworzą rodzinę hadronów. Bariony są to hadrony składające się z trzech kwarków (stąd ich liczba barionowa jest równa 1). Cięższe bariony zbudowane przynajmniej z jednego kwarku dziwnego s to hiperony (Λ, Σ, Ξ, Ω, ...).
Model Standardowy przewiduje, że bariony tworzy pięć kwarków: d, u, s, c, b (t rozpada się zbyt szybko, żeby wchodzić w skład hadronów). Bariony mogą mieć spin 3/2 (wtedy każda kombinacja kwarków jest możliwa) bądź 1/2 (wtedy kombinacje typu aaa są niemożliwe, a kombinacje typu abc występują w dwóch stanach). Z tego wynika liczba barionów (bez uwzględnienia stanów wzbudzonych): 1 × 5 (kombinacja kwarków typu aaa) + 2 × (5*4) (kombinacje typu aab) + 3 × (5×4×3/6) (kombinacje typu abc) = 75.
Nazewnictwo:
- bariony mające trzy kwarki u lub d mają symbol N dla izospinu 1/2 i Δ dla izospinu 3/2
- bariony mające dwa kwarki u lub d mają symbol Λ dla izospinu 0 i Σ dla izospinu 1
- bariony mające jeden kwark u lub d mają symbol Ξ
- bariony bez kwarków u lub d mają symbol Ω

Obecność kwarków cięższych niż s oznacza się indeksem dolnym.
Kombinacje niektórych kwarków:
| Symbol   | Nazwa    | Skład kwarków | Ładunek elektryczny | Dziwność | Masa (GeV/c²) | Spin     |
| Nukleony | Nukleony | Nukleony      | Nukleony            | Nukleony | Nukleony      | Nukleony |
| -------- | -------- | ------------- | ------------------- | -------- | ------------- | -------- |
| p        | proton   | uud           | +1                  | 0        | 0,9383        | 1/2      |
| n        | neutron  | udd           | 0                   | 0        | 0,9396        | 1/2      |
| Δ++      | delta    | uuu           | +2                  | 0        | 1,232         | 3/2      |
| Δ+       | delta    | uud           | +1                  | 0        | 1,232         | 3/2      |
| Δ0       | delta    | udd           | 0                   | 0        | 1,232         | 3/2      |
| Δ-       | delta    | ddd           | −1                  | 0        | 1,232         | 3/2      |
| Hiperony |          |               |                     |          |               |          |
| Λ0       | lambda   | uds           | 0                   | −1       | 1,1157        | 1/2      |
| Σ+       | sigma    | uus           | +1                  | −1       | 1,1894        | 1/2      |
| Σ0       | sigma    | uds           | 0                   | −1       | 1,1926        | 1/2      |
| Σ-       | sigma    | dds           | −1                  | −1       | 1,1974        | 1/2      |
| Σ*+      | sigma    | uus           | +1                  | −1       |               | 3/2      |
| Σ*0      | sigma    | uds           | 0                   | −1       |               | 3/2      |
| Σ*-      | sigma    | dds           | −1                  | −1       |               | 3/2      |
| Ξ0       | ksi      | uss           | 0                   | −2       | 1,315         | 1/2      |
| Ξ−1      | ksi      | dss           | −1                  | −2       | 1,321         | 1/2      |
| Ω-       | omega    | sss           | −1                  | −3       | 1,672         | 3/2      |

Diagramy obrazujące ładunek i dziwność niektórych barionów